# Ptschowscha
Die Ptschowscha (russisch Пчёвжа) ist ein 157 km langer, ostsüdöstlicher und orographisch rechter Nebenfluss des Wolchow in den Oblasten Nowgorod und Leningrad in Nordwestrussland.

## Verlauf
Die Ptschowscha entspringt im Rajon Ljubytino der Oblast Nowgorod, etwa 10 km südsüdwestlich von Wodogon. Etwas unterhalb davon mündet die Talaja ein. Die Ptschowscha fließt in überwiegend westnordwestlicher Richtung. Dabei verläuft sie ein Stück in der Oblast Leningrad und passiert dort die Ortschaften Budogoschtsch und Ptschowscha. Schließlich mündet der Fluss rund 13 km südsüdwestlich von Krischi – etwa 1 km oberhalb der Mündung der Tigoda – auf etwas mehr als 17 m Höhe in den Wolchow.

## Sonstiges
Die Ptschowscha entwässert ein Einzugsgebiet von 1970 km². Sie wird in starkem Maße von der Schneeschmelze gespeist. In den Monaten April und Mai führt sie regelmäßig Hochwasser. 44 km oberhalb der Mündung beträgt der mittlere Abfluss 12,2 m³/s. Im November und Dezember gefriert der Fluss und bleibt bis April eisbedeckt. Die unteren 30 km ist die Ptschowscha schiffbar.